# Barry Orton
Randal Barry Orton (Amarillo, 28 maggio 1958 – Kansas City, 19 marzo 2021) è stato un wrestler e attore statunitense.

## Biografia

### Origini
Noto anche come Barry O o Barrymore Barlow, si trasferì a Kansas City, con la madre e il padre tre giorni dopo essere nato ad Amarillo. Era figlio di Bob Orton Sr. e Rita Orton, fratello di "Cowboy" Bob Orton e Rhonda Orton e zio di Randy Orton e Nathan Orton.

### Carriera
Orton fece il suo debutto nel wrestling nel 1976. Lottò, principalmente come jobber, nella WWF con il ring name "Barry O" (1984-1988, 1990-1991), e anche nelle federazioni ICW, WOW, NWA, IWF e Stampede Wrestling. Si ritirò dal ring nel 1991.

### Morte
Si è spento il 19 marzo 2021 a Kansas City nel Missouri.

## Controversie

### Causa per molestie sessuali
Nel 1992 Orton apparve nel talk show The Phil Donahue Show, insieme a Superstar Billy Graham, Bruno Sammartino e altri, per esprimere la loro preoccupazione circa le molestie sessuali nell'industria del wrestling. Anche Vince McMahon era presente allo show per difendere se stesso e la compagnia. A causa delle sue opinioni esplicite contro la WWF e le accuse di molestie sessuali implicate, Orton fu inserito in una sorta di "lista nera" nel mondo del wrestling professionistico. Ad alcuni venne detto di non parlargli, mentre molti altri avevano paura di farlo. Orton iniziò ad utilizzare un nome diverso, Barrymore Barlow. Anche se all'epoca non era un dipendente della WWF, fu una figura chiave nella causa intentata contro la società. Secondo Orton, nel 1978, durante un viaggio tra uno spettacolo e l'altro mentre era impiegato in una fazione della NWA, egli stava viaggiando con un booker della compagnia, Terry Garvin. Durante il viaggio, Garvin gli chiese ripetutamente di praticargli del sesso orale, richieste che furono ripetutamente respinte. All'epoca Orton non parlò dell'incidente. Tuttavia, quando in seguito si sparse la voce che Garvin (che continuò a lavorare per il front office della WWF) era coinvolto in molestie sessuali su giovani ragazzi addetti al gong a bordo ring, Orton si fece avanti con la sua storia per sostenere le affermazioni precedenti fatte contro Garvin. Orton parlò anche di un altro ragazzo impiegato nella WWF, che gli avrebbe riferito come a Garvin piacesse fare delle cose sconvenienti per metterlo a disagio.

## Titoli e riconoscimenti
- Cauliflower Alley Club
  - Family Award (2005) – con Bob Orton Sr. e Bob Orton Jr.[2]
- International Championship Wrestling
  - ICW Southeastern Tag Team Championship (1) – con Bob Orton Jr.
- Interwest Wrestling Federation
  - IWF Heavyweight Championship (1)
- Mid-States Championship Wrestling
  - MSCW Tag Team Championship (1) – con Terry Orndorff[3]
- NWA Hollywood Wrestling
  - NWA Americas Tag Team Championship (1) – con Héctor Guerrero
- World Organized Wrestling
  - WOW World Heavyweight Championship (1)

## Filmografia
- Mission Idiot (2003)
- People I Know (2002) - non accreditato
- Timecollapse (2002)
- Monday Night Mayhem (2002) (TV) - non accreditato
- Killer's Mind (1999)
- Mi gioco la moglie... a Las Vegas (Honeymoon in Vegas) (1992) - non accreditato
- Wrestling's Country Boys (1985) - come Barry O.